# Melanagromyza proclinata
Melanagromyza proclinata este o specie de muște din genul Melanagromyza, familia Agromyzidae, descrisă de Spencer în anul 1963. Conform Catalogue of Life specia Melanagromyza proclinata nu are subspecii cunoscute.